# Europäische Mobilitätswoche

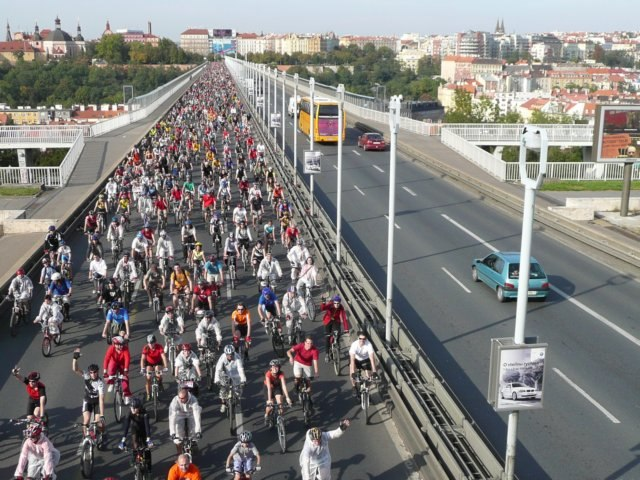
Autofreier Tag während der EMW 2008 in Prag

Die Europäische Mobilitätswoche – kurz EMW – ist eine seit 2002 stattfindende jährliche Initiative der Europäischen Kommission für nachhaltige Mobilität in Städten. Dabei werden europäische Städte und Gemeinden aufgerufen, sich eine Woche dem Thema nachhaltige Mobilität zu widmen. Sie beginnt am 16. September und endet mit dem Autofreien Tag am 22. September.

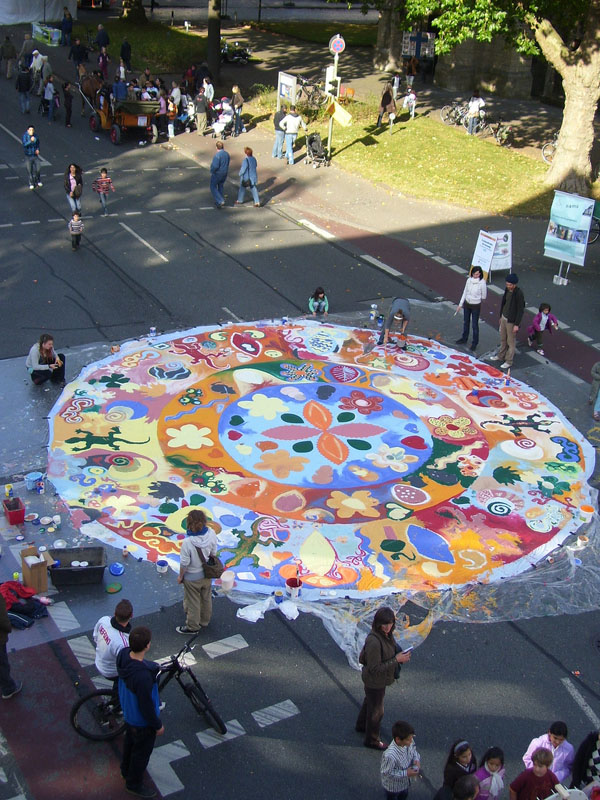
Bunte Kinderbilder statt Autos in Bielefeld zur EMW 2007

Die EMW steht jedes Jahr unter einem bestimmten Motto wie beispielsweise saubere Luft, Multimodalität oder Sharing Economy.

## Geschichte
Die EMW hat ihren Ursprung im Autofreien Tag, der seit der Ölkrise der 1970er Jahre zunächst sporadisch und seit 2000 als europaweite Initiative der Europäischen Kommission veranstaltet wird. Im Jahr 2002 wurden die Aktivitäten rund um den autofreien Tag auf eine ganze Woche ausgeweitet und um weitere Aktionen ergänzt. Der jeweils am dritten Freitag im September stattfindende Parking Day ist ebenfalls fast jedes Jahr in der EMW integriert.
Im ersten Jahr engagierten sich 1732 Kommunen bei der EMW. Die bislang teilnahmestärkste EMW fand im Jahr 2016 mit 2427 Kommunen aus 51 Ländern statt. Beteiligt waren auch Kommunen aus Nicht-EU-Ländern wie Kanada, Argentinien, Japan und Taiwan.

## Aktivitäten

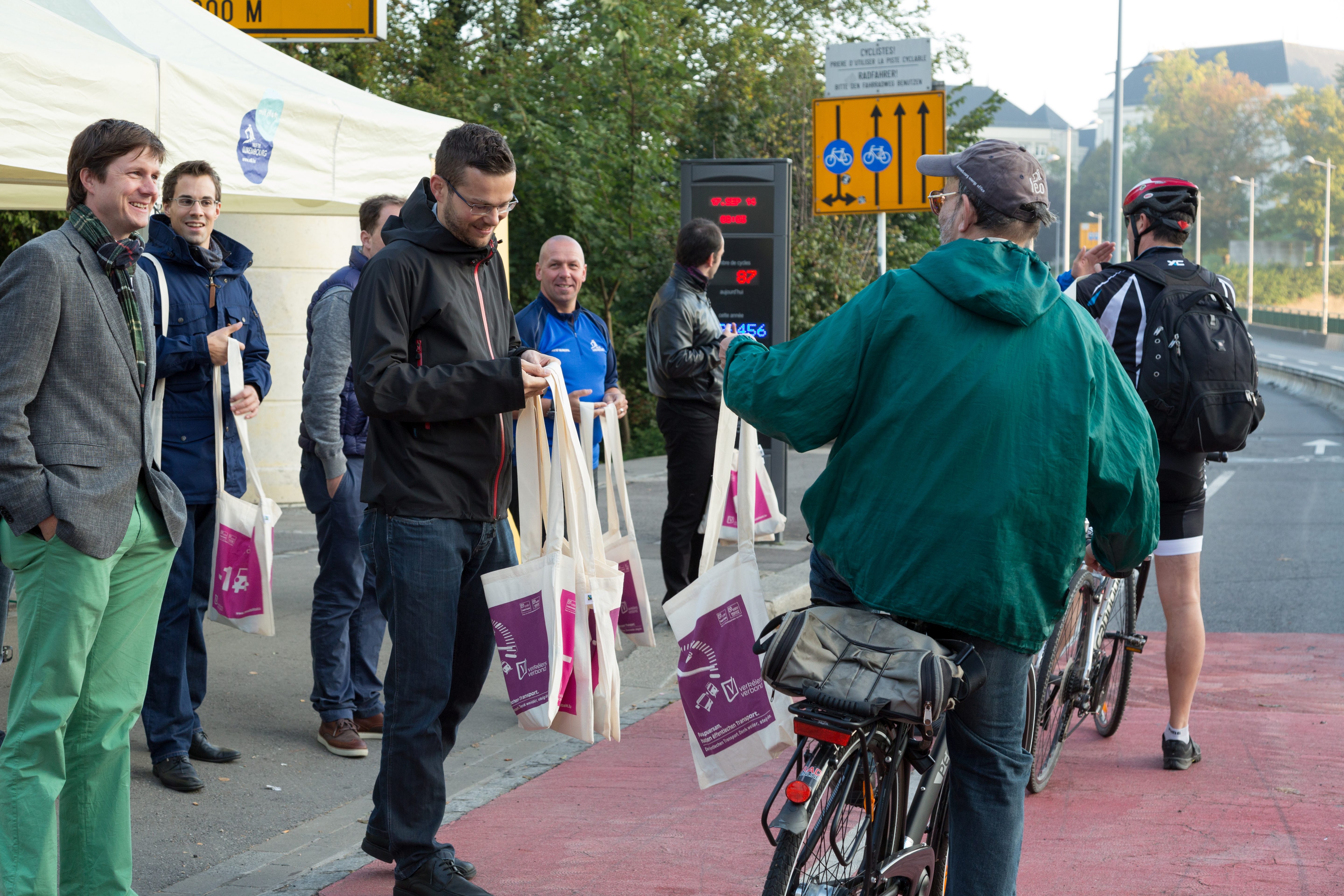
Helfer verteilen Geschenke an Radfahrer in Luxemburg

Für die offizielle Registrierung als Teilnehmerkommune muss sich die Stadt oder die Gemeinde in mindestens einer der folgenden drei Kategorien beteiligen:
- Aktionen im Themenfeld Mobilität:

Die Kommune veranstaltet allein oder in Kooperation mit lokalen Akteuren wie Schulen, Verbänden, Unternehmen oder Vereinen eine oder mehrere Aktionen zum Thema Mobilität. Das kann die zeitlich begrenzte Sperrung einer Straße im Wohngebiet mit Mal- und Spielaktionen, eine Fahrrad-Schnitzeljagd, ein Umweltfest, ein Schulwegecheck oder eine Lesung zum Thema Mobilität sein.
- Permanente Maßnahmen:

Die zweite Möglichkeit der Teilnahme ist die Installation einer dauerhaften Maßnahme, die Menschen dabei unterstützt, nachhaltig mobil zu sein. Das können Maßnahmen zugunsten des Fuß- oder Radverkehrs, des ÖPNV oder der Barrierefreiheit sein. Neben Infrastrukturmaßnahmen wie neuen ÖPNV- oder Radverkehrsanlagen zählen auch Maßnahmen wie Geschwindigkeitsbegrenzungen, eine neue Schulwegplanung oder die Erarbeitung von Kommunikations- und Bildungsmaterialien dazu.
- Autofreier Tag:

Im Rahmen der Organisation eines autofreien Tages bleiben ein oder mehrere Bereiche in der Kommune Fußgängern, Radfahrern und dem öffentlichen Verkehr vorbehalten. Laut Europäischer Kommission sollte dieser autofreie Tag vorzugsweise auf den traditionellen Termin am 22. September gelegt werden, es sind aber auch alle anderen Tage während der EMW möglich.
Die Registrierung ist für die Kommune kostenfrei. Unabhängig von der Teilnahme einer Kommune können sich auch einzelne Vereine, Organisationen, Institutionen und Unternehmen mit einer Aktion an der Kampagne beteiligen, die nicht an den Aktionszeitraum gebunden sind.

## Nationale Koordinierungsstelle in Deutschland
Unterstützt werden teilnehmende Kommunen durch die Europäische Kommission und die jeweiligen nationalen Koordinierungsstellen. Die beim Umweltbundesamt angesiedelte Nationale Koordinierungsstelle der EMW in Deutschland fungiert als zentrale Anlaufstelle für Kommunen, Vereine, Institutionen und Unternehmen. Zum Aufgabenspektrum einer nationalen Koordinierungsstelle gehört die Beratung, Bereitstellung von Informationsmaterial, die Organisation von Netzwerk- und Informationsveranstaltungen und der Austausch mit der europäischen Ebene und anderen nationalen Koordinatoren.
Auf September datiert ist der Tag der Schiene.

## Österreich
In Österreich wird die Mobilitätswoche vom Klimabündnis Österreich im Auftrag des Bundesministeriums für Klimaschutz organisiert und koordiniert. Das Klimabündnis wird dabei seit langem von den Österreichischen Bundesbahnen, der Radlobby Österreich und den Verkehrsverbünden unterstützt. Jedes Jahr nehmen über 500 Gemeinden an der Mobilitätswoche teil. Auch Schulen, Betriebe, Vereine und Regionen können an der Mobilitätswoche teilnehmen.
In fast allen Landeshauptstädten finden seit den letzten Jahren Veranstaltungen statt.
In Graz läuft das „Cityradeln“, ein Volksradeln veranstaltet vom Magistrat der Stadt Graz, Abt. Verkehrsplanung mehrmals in der warmen Jahreshälfte durch die Stadt. Seit einigen Jahren wird (Stand 2017) die Ausgabe anlässlich der EMW ein kurzes Stück über den Autobahnzubringer A2Z geführt, symbolisch wird dabei auf einer Richtungsfahrbahn der gesperrten Autobahn geradelt. Dem Radpulk folgt eine Gruppe Inline-Skater vom Verein Inline Graz, der sommers das wöchentliche Cityskating durchführt.
In Linz wird das Mobilitätsfest von der Stadt Linz, der Radlobby Oberösterreich und dem Klimabündnis Oberösterreich organisiert. Die vielen Hundert Teilnehmer erreichen das Fest vorzugsweise mit dem Fahrrad, indem sie an der Radsternfahrt teilnehmen.